# Hassan Roudbarian
Hassan Roudbarian (Gasvim, 6 de julho de 1978) é um ex-futebolista profissional iraniano, que atuava como goleiro.

## Carreira
Hassan Roudbarian representou a Seleção Iraniana de Futebol na Copa do Mundo de 2006, na Alemanha.

## Títulos
Seleção iraniana
- Copa da Ásia de 2004: 3º Lugar